# S.D. Sharma
Shankar Dayal Sharma, född 19 augusti 1918 i Bhopal i Madhya Pradesh, död 26 december 1999 i New Delhi, var en indisk politiker och jurist. Han var Indiens president 1992–1997, landets vicepresident 1987–1992 och Kongresspartiets partiordförande 1972–1974. Han var en framstående jurist och universitetslärare, juris doktor vid University of Cambridge.